# Изопогон широколистный
Изопогон широколистный (лат. Isopogon latifolius) — вид растений рода Изопогон семейства Протейные, эндемичный для Западной Австралии.

## Описание
Isopogon latifolius — древовидный кустарник с остроконечными листьями, высотой до 2,5 м. Молодые побеги покрыты тонкими волосками. Толстые узкие листья 4-10 см и яйцеобразные по форме. Цветёт между июлем и октябрём. Крупные розовые цветки 4-5,5 см в диаметре.

## Ареал и местообитание
Isopogon latifolius распространён от Олбани и хребта Стерлинг на восток до окрестностей залива Чейне. Растёт на холмах и каменистых отрогах и склонах, на песчаниках, кварцитах и сланцевых почвах. Встречается на пустошах, в кустарниковых степях и редколесье.

## Экология
I. latifolius очень чувствителен к патогену Phytophthora cinnamomi и есть риск его исчезновения в дикой природе.